# Rubus conchyliatus
Rubus conchyliatus är en rosväxtart som beskrevs av Wilhelm Olbers Focke. Rubus conchyliatus ingår i släktet rubusar, och familjen rosväxter. Inga underarter finns listade i Catalogue of Life.